# Gmina Semeljci
Gmina Semeljci (chorw. Općina Semeljci) – gmina w Chorwacji, w żupanii osijecko-barańskiej.

## Miejscowości i liczba mieszkańców (2011)
- Kešinci - 834
- Koritna - 910
- Mrzović - 603
- Semeljci - 1285
- Vrbica - 730